# محوطه بی‌بی یون
محوطه بی بی یون مربوط به دوران‌های تاریخی پس از اسلام - سده‌های ۶–۲ ه.ق است و در شهرستان بهبهان، بخش مرکزی، دهستان حومه، جنوب روستای کردستان علیا واقع شده و این اثر در تاریخ ۱ مرداد ۱۳۸۶ با شمارهٔ ثبت ۱۹۲۳۵ به‌عنوان یکی از آثار ملی ایران به ثبت رسیده است.